# Lenka Matějáková
Lenka Matějáková (* 1986 in Jilemnice, Tschechoslowakei) ist eine tschechische Geigerin und Pädagogin.

## Werdegang
Lenka Matějáková erhielt mit fünf Jahren ihren ersten Violinunterricht an der Musikschule Prag bei Eva Bublová und gab mit sieben Jahren ihr Orchester-Debüt. Ihre Ausbildung setzte sie am Prager Konservatorium in der Klasse von Pavel Kudelásek fort.
Von 2007 bis 2008 studierte sie an der Hochschule für Musik und darstellende Kunst Wien bei Jela Špitková sowie von 2008 bis 2012 bei Jan Pospíchal. Darauf folgte das Masterstudium an der Hochschule für Musik Carl Maria von Weber Dresden bei Jörg Faßmann. Von 2014 bis 2015 war sie in der Klasse von Wolfgang Hentrich. Sie nahm an verschiedenen Meisterkursen in Israel, Frankreich, der Schweiz, den USA und Tschechien teil.
Gemeinsam mit Václav Hudeček ging sie in Tschechien auf Tournee. Unter der Leitung von Ekkehard Klemm führte sie Benjamin Brittens Violinkonzert im Rahmen der Hochschulsinfoniekonzerte in der Semperoper Dresden auf.
Rezitals führten sie in verschiedene Städte Europas. Solistisch trat sie mit tschechischen und deutschen Orchestern auf, so unter anderem im Prager Rudolfinum mit dem Tschechischen National Symphonieorchester und in der Prager Burg mit der Tschechischen Kammerphilharmonie Prag, sowie im Smetana-Saal des Gemeindehauses mit dem Prager Symphonieorchester. Von 2012 bis 2013 war sie Mitglied der Giuseppe Sinopoli Akademie der Sächsischen Staatskapelle Dresden.
Zudem war sie Gast bei internationalen Musikfestivals, u. a. Mährischer Herbst, Festspiele Mecklenburg-Vorpommern, Festival van Vlaanderen, Walkenrieder Kreuzgangkonzerte und nahm an Wettbewerben teil. Mit dem Puella Trio wurde sie in Weikersheim als bestes Kammermusikensemble ausgezeichnet.
Lenka Matějáková ist Stipendiatin der Brücke/Most-Stiftung und des DAAD.
2016 hatte sie einen Zeitvertrag in der Dresdner Philharmonie als Stellvertretender 1. Konzertmeister. Zeitgleich gründete sie mit ihren langjährigen Kammermusikpartnern das Ensemble International. Des Weiteren spielt sie mit der Pianistin Dariya Hrynkiv im Duo animé und mit dem Cellisten Tobias Bäz im Duo solistico.
2020 gründete sie mit Jörg Faßmann, Eva-Maria Knauer und Tobias Bäz das Kronenquartett Dresden.
Lenka Matějáková spielt auf einer Violine von Nicolas François Vuillaume aus dem Jahr 1863.

## Preise und Auszeichnungen
- 2003: 1. Preis – Internationaler Violin-Wettbewerb Open Art, Nová Paka (Tschechien).[6]
- 2010: 2. Preis – Stefanie Hohl Violinwettbewerb, Wien.[7]
- 2013: eco-Preis – BASF Schwarzheide GmbH.[8]

## Diskografie
- Mit dem Puella Trio veröffentlichte Lenka Matějáková im Jahr 2009 eine CD mit zeitgenössischer tschechischer Musik.[9]
- Duo animé: works by Antonín Dvořák, Leoš Janáček, Bohuslav Martinů and Josef Suk. Lenka Matějáková (Violine), Dariya Hrynkiv (Piano), GENUIN classics, Leipzig 2019.[10]